# Angoumois

Provinsen Angoumois geografiska läge i Frankrike.

Angoumois  är en av Frankrikes trettiotre historiska provinser. 
Angoumois var ett feodalt grevskap, ungefär motsvarande nuvarande departementet Charente. Då den gamla greveätten 1218 utdog, övergick landet genom gifte till huset Lusignan och indrogs efter dess utslocknande (1303) av Filip den sköne till franska kronan (1307). Sedermera var det apanage åt sidogrenar av kungahuset och blev hertigdöme 1515 med namn efter huvudstaden Angoulême. Det förlänades av Ludvig XIV som apanage till hertigen av Berry, men kom efter dennes död (1714) under kronan. 